# Río Quillén
El río Quillén (mapudungun: kelleñ, "frutilla") es un curso de agua que fluye con dirección general de este a oeste en la Región de la Araucanía hasta su junta con el río Lumaco, con el que dan origen al río Cholchol, 8 km al este de Galvarino, en la Provincia de Cautín.

## Trayecto
Nace en las montañas precordilleranas ubicadas al noroeste de Curacautín, Provincia de Malleco, en las cercanías de la localidad de Tres Esquinas. Corre en sentido este-oeste, paralelo al río Cautín. Ambos cauces llegan a estar apenas separados por apenas poco más de un 1 km. Esto ocurre en el paso del Quillén entre los pueblos Selva Oscura, comuna de Victoria, y Quillén, comuna de Perquenco.
El cauce del río es aumentado por diversos afluentes menores, siendo el más importante el río Panqueco, que cerca de la confluencia del Quillén con el río Lumaco, aporta las aguas del río Quino. Otros afluentes son el río Perquenco y los esteros Allinco, Ononoco, Ranquilco, Vallerenco, Coyanco, Pitranco, Temuco, y Coihueco.
El Quillén toca los territorios de las comunas Curacautín, Victoria (Chile), Perquenco, Lautaro (comuna), Traiguén y Galvarino (Chile).

## Caudal y régimen
La hoya hidrográfica del río Cholchol, que incluye a sus principales afluentes Purén, Lumaco, Traiguén, Quino y Quillén, tiene un acentuado régimen pluvial, con altos caudales en los meses de invierno. En años lluviosos los mayores caudales ocurren entre junio y agosto, producto de importantes lluvias invernales. En años normales y secos los mayores caudales también se deben a aportes pluviales, presentándose entre junio y septiembre. El período de menores caudales se observa en el trimestre dado por los meses de enero, febrero y marzo.: 62 

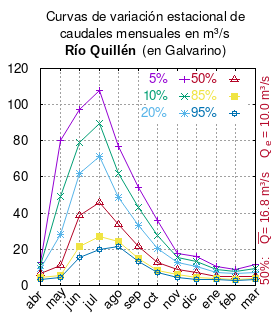
Curvas de variación estacional del río Quillén en Galvarino.

El caudal del río (en un lugar fijo) varía en el tiempo, por lo que existen varias formas de representarlo. Una de ellas son las curvas de variación estacional que, tras largos periodos de mediciones, predicen estadísticamente el caudal mínimo que lleva el río con una probabilidad dada, llamada probabilidad de excedencia. La curva de color rojo ocre (con {\displaystyle {\color {Red}\vartriangle }}) muestra los caudales mensuales con probabilidad de excedencia de un 50 %. Esto quiere decir que ese mes se han medido igual cantidad de caudales mayores que caudales menores a esa cantidad. Eso es la mediana (estadística), que se denota Qe, de la serie de caudales de ese mes. La media (estadística) es el promedio matemático de los caudales de ese mes y se denota {\displaystyle {\overline {Q}}}.
Una vez calculados para cada mes, ambos valores son calculados para todo el año y pueden ser leídos en la columna vertical al lado derecho del diagrama. El significado de la probabilidad de excedencia del 5 % es que, estadísticamente, el caudal es mayor solo una vez cada 20 años, el de 10 % una vez cada 10 años, el de 20 % una vez cada 5 años, el de 85 % quince veces cada 16 años y la de 95 % diecisiete veces cada 18 años. Dicho de otra forma, el 5 % es el caudal de años extremadamente lluviosos, el 95 % es el caudal de años extremadamente secos. De la estación de las crecidas puede deducirse si el caudal depende de las lluvias (mayo-julio) o del derretimiento de las nieves (septiembre-enero).

## Historia
Francisco Solano Asta-Buruaga y Cienfuegos escribió en 1899 en su Diccionario Geográfico de la República de Chile sobre el río:
Quillén (Río de).-—Nace en las faldas de los Andes por los 38° 25' Lat., y corre hacia el O. con medianas vueltas por entre los límites del departamento de Traiguén y del de Temuco, dividiéndolos de E. á O. en gran parte, ó sea desde el fuerte de su nombre hasta su confluencia con el Cholchol á unos diez kilómetros al O. del fuerte de Galvarino. Algunos lo han denominado río Quillín.
Durante la Guerra de Arauco, junto al Quillén se celebraron tres primeros parlamentos generales entre mapuches y españoles, que dependiendo de la fuente se consignan como "de Quilín", "de Quillín''" o "Quillén", los que son el Parlamento de Quillín (1641) o Paces de Quillén: El pŕimer acuerdo de paz entre ambos bandos, el Parlamento de Quillín (1647) y el Parlamento de Quillín (1649).
En 1882, en marco de la ocupación de la Araucanía por parte del estado de Chile, el general Gregorio Urrutia fundó Galvarino en la confluencia del río homónimo y el estero Pelahueco. Originalmente se trató de un fuerte destinado afianzar el control militar chileno en la zona.